# Svor (okres Česká Lípa)
Svor (německy Röhrsdorf) je obec v okrese Česká Lípa, při jižní straně Lužických hor, v nadmořské výšce 435 metrů. Žije v ní 710 obyvatel. Obcí protéká Boberský potok a prochází jí silnice I/9 spojující Šluknovský výběžek s vnitrozemím. Obec Svor se skládá ze dvou místních částí, ze Svoru a Rousínova. Dále k obci patří samota Nová Huť.

## Název
Původní německý název Röhrsdorf byl odvozen z osobního jména Rüedegêr, časem změněného na Rüdiger a dále na Rüger. V písemných pramenech se jméno vsi objevuje ve tvarech: Rigersdorf (1502), od Rygrstorfu (1555), v Rirsdorffu (1612), Rörszdorff (1654) a Röhrsdorf (1720, 1790, 1834). Při volbě nového českého názvu došlo zřejmě k omylu, neboť hornina svor se v okolí nevyskytuje. Je možné, že je odvozen z polohy vsi sevřené horskými svahy.

## Historie
První písemná zmínka o vesnici pochází z roku 1395. Ve středověku byli obyvatelé Svoru zcela závislí na obživě, kterou jim poskytovaly místní hluboké lesy.

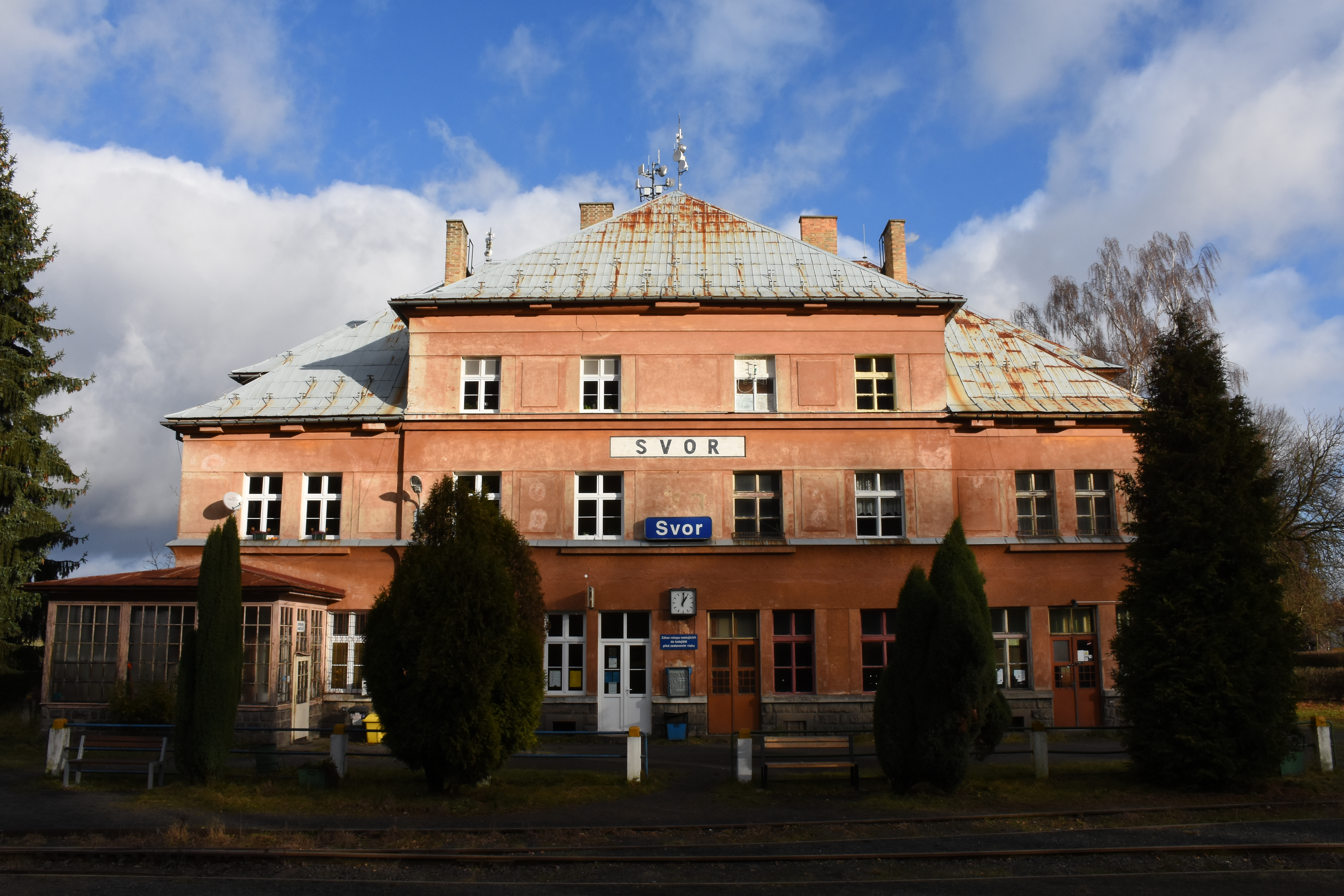
Železniční stanice Svor

Svor náležel k zákupskému panství. Nejstaršími doloženými majiteli byli Berkové z Dubé a z Lípy. Mezi vlastníky jsou uváděni Kolovratové a toskánští Habsburkové z Toskánska. Panství také po dobu čtrnácti let vlastnil syn Napoleona Bonaparta, vévoda přezdívaný Orlík, jenž musel žít v Rakousku pod dohledem císaře Františka I. a nikdy se do Svoru a na Zákupské panství nedostal. V poslední čtvrtině 19. století nestačilo využívání půdy k obživě místního obyvatelstva, což mělo za následek rozvoj domácích prací. U vesnice byly v 18. a 19. století postaveny vojenské tábory. Roku 1826 zde byla postavena barvírna a pak i sirkárna.
V 1866 se začala stavět železniční trať Bakov nad Jizerou – Jedlová, která vede přes Svor. Hornatý terén si vyžádal mnoho náročných zemních staveb. Jednou z nich je železniční násep ve Svoru, který je patnáct metrů vysoký. Nejdříve byl postaven úsek ze Svoru do Cvikova a až v roce 1905 byl postaven úsek až do Jablonného v Podještědí, kde se trať napojila na již dříve postavenou trať z Mimoně do Liberce. Úsek ze Svoru do Cvikova byl zrušen po roce 1960.
V roce 1910 měl Svor 1 475 obyvatel, spolu s místní částí Rousínov 1 920. V letech 1938 až 1945 bylo území obce v důsledku uzavření Mnichovské dohody přičleněno k nacistickému Německu. Po druhé světové válce zde došlo ke kompletní výměně obyvatelstva.[zdroj?] Obec pak byla přejmenována z Röhrsdorf na Svor.
V lednu 2012 obec získala od předsedkyně poslanecké sněmovny Miroslavy Němcové dokument o udělení znaku i vlajku obce. Jejich autorem byla Jana Filipová a vexilolog Petr Exner.

## Přírodní poměry
Na katastr obce zasahuje hora Klíč (760 m) se stejnojmennou přírodní rezervací Asi 250 metrů severozápadně od okraje obce se při modře značené turistické cestě v údolí Boberského potoka nachází Svorský rybník (v první polovině 20. století zvaný též Schillerův rybník, v mapách z počátku 21. století označen jako Jezírko). Na rozcestí v lese severně od Svorského rybníka se nachází kamenný sloupek s obrazem svatého Antonína, opravený v roce 2008.

## Sklárny
Na severu katastru této obce je archeologicky doložena středověká sklářská huť o několika stanovištích  datovaných do poloviny 13. století. Ty jsou jedny z nejstarších ve zdejších horách.[zdroj?] V roce 1750 postavil na Nové louce sklářský mistr z falknovské huti Jan Václav Müller novou sklárnu, nazvanou později Nová Huť. Po jeho smrti ji vedla vdova po něm, která měla k ruce 11 sklářů. V roce 1857 se huť stala majetkem zákupské vrchnosti, konkrétně excísaře Ferdinanda I. Habsburského a roku 1875 nadobro vyhasla. V roce 1881 byla část objektů zbořena a zbytek shořel při požáru roku 1895.
V roce 1873 byla založena sklářská huť Tereza. Dodávání palivového dřeva pro hutě se stalo obživou pro mnoho místních obyvatel. Nyní již ve Svoru sklářství není.[zdroj?]

## Doprava
Přes Svor vedou značené turistické trasy, pro pěší turisty červená od Nového Boru a zelená od Cvikova. Vede tudy cyklotrasa 3007 od Cvikova. V obci se nachází stanice na železniční trati Bakov nad Jizerou – Jedlová. Do roku 1977 též ze Svoru odbočovala trať do Cvikova a Jablonného v Podještědí.

## Společnost
- Fotbalový klub Svoru zakončil sezónu 2011/2012 na osmém místě tabulky III. třídy okresní soutěže.[15]

## Pamětihodnosti
- Původní srubová kaple postavená v 1745 byla později v roce 1788 přestavěna na pozdně barokní kostelík či kapli Nejsvětější Trojice s věžičkou a mansardovou střechou, typickou pro zdejší stavby.[6] Kaple je v evidenci cvikovské farnosti.[16]

## Osobnosti
- Marie Válková, archivářka